# Antoine Bohier du Prat
Antoine Bohier du Prat OSB (ur. ok. 1460 w Issoire, zm. 27 listopada 1519 w Blois) – francuski kardynał.

## Życiorys
Urodził się około 1460 roku w Issoire, jako syn Austremoine’a Bohiera i Anne du Prat. W młodości wstąpił do zakonu benedyktynów i został przewodniczącym parlamentu normandzkiego. 13 listopada 1514 roku został wybrany arcybiskupem Bourges. 1 kwietnia 1517 roku został kreowany kardynałem prezbiterem i otrzymał kościół tytularny Sant’Anastasia. Zmarł 27 listopada 1519 roku w Blois.